# Carlos Valcarce
Carlos Raúl Valcarce Medina (Arica, 26 de abril de 1950) es un ingeniero comercial y político chileno, miembro de Renovación Nacional (RN). Ha sido diputado por el distrito N° 1 de la región de Tarapacá (1990-1998), y alcalde de Arica (2000-2008). Entre 2014 y 2018 fue consejero regional de Arica y Parinacota.

## Biografía
Nació en Arica, el 26 de abril de 1950. Hijo de Lionel Valcarce Rocco, quién fuera miembro del Partido Socialista y regidor por Arica.
Realizó sus estudios en el Liceo Coeducacional de Arica, English College y el Instituto Comercial. Estudió Ingeniería Comercial en la Universidad del Norte.
De 1976 a 1978, fue director de Administración y Finanzas de la Universidad del Norte, donde también enseñó Administración de Empresas.
En 1979, fue prorrector de la Universidad de Antofagasta, y en 1980 pasó a ser Secretario General de la Universidad del Norte. En 1981 se convierte en el director del Instituto Profesional de Arica. Finalmente, entre 1982 y 1987 fue rector de la Universidad de Tarapacá, siendo Director y Presidente de la Junta Directiva de esa institución.
En 1988, fue director de la Junta Directiva de la Escuela Latinoamericana de Idiomas, Instituto Profesional ELADI. Además, trabajó como asesor de la Universidad Bolivariana, durante su creación y asesor de Planificación del Instituto Profesional Blas Cañas. Posteriormente, fue designado Decano de la Facultad de Ciencias Económicas y Administrativas de la Universidad Central.

## Carrera política
Se presentó como candidato a diputado en las elecciones parlamentarias de 1989 por el distrito N° 1 de la región de Tarapacá, siendo electo por la priemera mayoría con un 25,3 %, equivalente a 21 497 votos.
En las elecciones parlamentarias de 1993 se presentó a la reelección por el mismo distrito, resultando electo con un 29,21 %, equivalente a 24 386 votos. Integró la Comisión Permanente de Relaciones Exteriores, Asuntos Interparlamentarios e Integración Latinoamericana y la de Minería y Energía; fue diputado reemplazante en la Comisión Permanente de Salud y en la de Derechos Humanos, Nacionalidad y Ciudadanía.
Buscó la reelección como diputado en 1997, pero no resultó elegido al obtener solo el 20,8 % de los votos y ser superado por la independiente Rosa González Román.
Para las elecciones municipales del año 2000 se presentó como candidato a alcalde de Arica, resultando electo con un 44,2 % de los votos, superando ampliamente al edil en ejercicio, el socialista Iván Paredes.
Consiguió la reelección como alcalde en los comicios de 2004, con 29 344 votos equivalentes al 45,27 %.	
Entre 2007 y 2008 enfrentó tres juicios por los delitos de fraude al fisco y estafa, junto a los empresarios Alfredo Navarrete y Carlos Guerra. En el primero, el Tribunal determinó por unanimidad la inocencia del alcalde, mientras que en el segundo se falló por dos votos contra uno la responsabilidad de los imputados, con una condena para Valcarce de 61 días de presidio menor en grado mínimo, además de la inhabilitación perpetua para ejercer cargos públicos. Debido a esto, no pudo presentarse a la reelección en las elecciones de 2008, y la Alianza nominó en su reemplazo como candidato a Nino Baltolu. Luego, la Corte Suprema anuló el segundo juicio, y en el tercero y último, los jueces del Tribunal de Juicio Oral en lo Penal por unanimidad absolvieron a Valcarce de las acusaciones en su contra. Valcarce reasumió entonces sus funciones de Alcalde hasta el fin de su mandato en diciembre de 2008.
Fue premiado el 17 de noviembre de 2008, como "La autoridad comunal más destacada en América Latina por la Cámara Latinoamericana de Pesquisas e Integración Social".
Se presentó como candidato a consejero regional de Arica y Parinacota en las primeras elecciones de consejeros regionales en 2013, obteniendo 3045 votos y resultando electo por la circunscripción provincial de Arica para el periodo 2014-2018.

## Historial electoral

### Elecciones parlamentarias de 1989
- Elecciones parlamentarias de 1989, candidato a diputado por el distrito 1 (Arica, Camarones, Putre y General Lagos).[7]

### Elecciones parlamentarias de 1993
- Elecciones parlamentarias de 1993, candidato a diputado por el distrito 1 (Arica, Camarones, Putre y General Lagos).

### Elecciones parlamentarias de 1997
- Elecciones parlamentarias de 1997, candidato a diputado por el distrito 1 (Arica, Camarones, Putre y General Lagos).

### Elecciones municipales del 2000
- Elecciones municipales del 2000, para la alcaldía de Arica.

- Se consideran las tres mayorías significativas.

### Elecciones municipales de 2004
- Elecciones municipales de 2004, para la alcaldía de Arica.

### Elecciones de consejeros regionales de 2013
- Elecciones de consejeros regionales de 2013, por la circunscripción provincial de Arica (Arica y Camarones).

### Elecciones municipales de 2021
- Elecciones municipales de 2021, para la alcaldía de Arica.[8]